# World on the Ground
World on the Ground è il quinto album in studio della cantautrice americana Sarah Jarosz. Prodotto da John Leventhal, l'album è stato pubblicato il 5 giugno 2020.
La quarta traccia dell'album, "Johnny", una canzone con progressioni di accordi che ricordano la canzone "Polly" dei Nirvana del 1990 ed è stata eseguita da Jarosz nel programma radiofonico di varietà musicale Live from Here il 30 maggio 2020.
Su Metacritic, che assegna una valutazione media ponderata alle recensioni delle pubblicazioni tradizionali, World on the Ground ha ricevuto un punteggio medio di 83 su 100, sulla base di 6 recensioni, indicando "il plauso universale" della critica.
Ai Grammy Awards 2021, World on the Ground ha vinto come miglior album americano. La canzone Hometown è stata nominata per i Grammy Awards come Best American Roots Song.

## Tracce
1. Eve – 3:26 (Sarah Jarosz)
2. Pay It No Mind – 3:16 (Sarah Jarosz, John Leventhal)
3. Hometown – 3:00 (Sarah Jarosz)
4. Johnny – 3:59 (Sarah Jarosz)
5. Orange and Blue – 3:37 (Sarah Jarosz, John Leventhal)
6. I'll Be Gone – 3:35 (Sarah Jarosz, John Leventhal)
7. Maggie – 3:29 (Sarah Jarosz)
8. What Do I Do – 3:23 (Sarah Jarosz)
9. Empty Square – 3:20 (Sarah Jarosz, John Leventhal)
10. Little Satchel – 4:25 (Traditional)